# Georg Moritz von Blomberg
Georg Moritz Ludwig Ernst Freiherr von Blomberg (* 19. August 1770 in Horn/Lippe; † 28. August 1818 auf Gut Vortlage) war ein deutscher Landrat und Dichterjurist.

## Leben
Georg Moritz von Blomberg war der Sohn des Freiherrn Ludwig Wolfart Alexander von Blomberg, „hochfürstlich-lippischer Hofrichter und Landrat“ und dessen erster Frau Johanette Christiane Amalie Ernestine Freyie von dem Brinck. Er studierte Rechtswissenschaften in Halle und Göttingen. 1791 wurde er Mitglied des Corps Guestphalia Halle. 1799 wurde er Landrat in der Grafschaft Tecklenburg und 1816 Regierungsrat bei der preußischen Provinzialregierung in Münster. Er verstarb auf seinem Gut Vortlage. Die Dichter Alexander von Blomberg und Wilhelm von Blomberg waren Halbbrüder von Georg Moritz.

## Schriften
Georg Moritz von Blomberg veröffentlichte unter seinem Pseudonym Westfälinger. Neben Aufsätzen und Beiträgen für Zeitschriften veröffentlichte er:
- Ode, gesungen am Grabe unsers allbeweinten Lehrers D. Johann Salomon Semler von einem Westfälinger. Mit Semlers Bildnisse, Halle 1791
- Aussichten in die friedlichen Gefilde Galliens und Germaniens. Ein poetisches Gemälde. Minden 1795
- Alexander von Blomberg, das erste Opfer der Befreiungskriege, 1813; Nachdruck postmortem 1913